# 辽宁大剧院
辽宁大剧院（Liaoning Grand Theatre），始建于1998年，于2001年10月建成，是坐落于中华人民共和国辽宁省沈阳市人民广场东侧，总建设面积3.28万平方米，可安装作为约1400个，外部造型是辽西地区出土的代表红山文化的玉猪龙造型，是建国以来辽沈地区最大的、功能齐备的国际化观演场所。

## 历史
剧院自建成运营以来，坚持以“演出为主，多业辅主，主辅产业全面发展”的经营理念。多年来，利用自身现代化的硬件设施和演出资源、经营网络，引进了大量的国内外优秀剧目，这其中不仅有《云南映象》、俄罗斯皇家芭蕾舞团的《天鹅湖》、朝鲜血海歌舞团《红楼梦》、东方歌舞团的《东方之珠》、传奇话剧《风华绝代》等，还承接了美国百老汇音乐剧团、美国纽约交响乐团、中国交响乐团、中国广播民族乐团、中国歌剧舞剧院、东方歌舞团等中外大型艺术团体和数百位著名艺术家，而“中国北方新年音乐会”、“中国北方新年民族音乐会”已经形成了知名的艺术品牌。2007年以来，剧院连续举办了六届“辽宁省优秀剧（节）目演出季”，使各类优秀剧（节）目走近百姓，融入生活，得到了社会各届的广泛赞誉和一致好评，可以说是辽沈地区每年一度的艺术盛宴，更是用之于民、惠之于民的深刻实践。

## 设施
辽宁大剧院内部装饰设计庄重典雅。功能齐备设有大剧场、小剧场、电影厅、多功能厅、餐厅、酒吧、排练厅、贵宾厅、三星级标准的涉外宾馆、大小会议室和地下停车场。整个建筑设有楼宇自控系统、保安系统、消防通道等可以保证各类演出、大型礼宾活动的安全、有序。

## 优势
辽宁大剧院是一座赏心悦目、舒适现代的建筑杰作，是辽沈地区最大的、功能齐备的国际化观演场所。被誉为辽沈地区“高雅艺术的殿堂、文化交流的窗口”。辽宁大剧院将以典雅的建筑风格、一流的舞台艺术、舒适的视听效果，成为沈阳这个国际化大都市的标志性文化艺术中心。